# Плоскост на Лаплас
Плоскост на Лаплас (на английски: Laplace plane) се нарича плоскостта преминаваща през центъра на масите на Слънчевата система, перпиндикулярна на вектора на момента на количеството движение. Въведена е като понятие от Лаплас през 1789 г. като основна координатна плоскост спрямо която се описва движението на Слънчевата система.
В началото се е считало, че плоскостта на Лаплас е постоянна за разлика от плоскостите на еклиптиката и екватора. С времето се разбира, че плоскостта на Лаплас прецесира с период около 36000 години За да се определи положението на плоскостта на Лаплас спрямо плоскостта на еклиптиката е необходимо да се знаят точно масите на всички планети. С развитие на астрономията тези величини постепенно се доуточняват. Например за епоха 1950 г. елиптическата дължина на точката на пресичане с еклиптиката е W = 107° 13,3" ± 2,1’, наклон i = 1°38"49’’± 22’’.
Плоскостта на Лаплас се използва за описване на орбитите на спътниците на планетите гиганти, зависещи от гравитационното взаимодействие със Слънцето и хармониките на гравитационното поле на планетите.